# Baccano (Arcola)
Baccano è una frazione di 600 abitanti del comune di Arcola, in provincia della Spezia.

## Geografia fisica
Il villaggio, che si sviluppa in senso longitudinale in direzione nord-sud, è posto su una collina a 140 m s.l.m. che da un lato domina il golfo della Spezia e dall'altro la val di Magra, spingendo lo sguardo fino alle cime delle Alpi Apuane. Dista circa 1 km dal capoluogo comunale.

## Storia
L'etimologia del nome Baccano e il suo significato viene essenzialmente ricondotta al dio pagano Bacco per la diffusa coltura della vite nel luogo. Un'altra ipotesi associa invece il toponimo al latino baccanum, ricollegando il concetto del "clamore" al suo essere crocevia di strade e percorsi tra la bassa val di Magra e il golfo della Spezia.
La storia di Baccano, villaggio rurale ed essenzialmente agricolo, è inizialmente legata alla presenza della pieve di Arcola, attestata fin dal 1132, che estendeva la sua giurisdizione su tutto il territorio comunale: dalla piana della Magra alla sponda orientale del golfo della Spezia, comprendendo abitati popolosi come Pitelli (la cui rettoria venne separata dalla chiesa matrice nel 1634), Fossamastra e San Bartolomeo.
Nel 1564 papa Pio IV decise di unire i beni della pieve arcolana a quelli della Mensa vescovile di Sarzana, ma nel 1938 la pieve venne ricostituita sotto la guida di un arciprete.

## Monumenti e luoghi d'interesse

### Architetture religiose
La pieve dei Santi Stefano e Margherita è la chiesa matrice della comunità arcolana e la sua presenza è attestata da una bolla pontificia di papa Eugenio III del 1149. L'architettura preromanica fu trasformata in età gotica e presenta un'abside quadrata, fiancheggiata da analoghe cappelle con ampi archi acuti a tre navate.
All'interno è conservato un trittico in marmo del XIV secolo raffigurante la Beata Vergine e i Santi Pietro e Giovanni Battista. Peculiare la scritta che sovrasta il portone d'entrata della chiesa: Terribilis est locus iste.

### Architetture civili
La villa detta "il Chioso" consiste di un palazzo centrale circondato da un largo parco cinto da mura (sistemato definitivamente nel 1910) e da alcuni edifici di complemento (tra cui il piccolo oratorio dell'Annunciazione del XVII secolo). La sua costruzione, di datazione incerta ma individuata attorno alla metà del XVIII secolo, è opera della famiglia comitale dei Picedi Benettini, i cui discendenti sono gli attuali proprietari. La consultazione dei documenti catastali del 1557 conferma la presenza di precedenti costruzioni rurali nel luogo.
Il palazzo principale ospita le cantine dell'omonima fattoria e un antico frantoio.

### Architetture militari
Con lo sviluppo dell'aviazione in campo militare agli inizi e nel corso del XX secolo, la sommità della collina di Baccano, che domina il golfo della Spezia, è diventata sede per l'installazione di batterie antiaeree alla dipendenza del forte di Canarbino.
Alla fine della seconda guerra mondiale le postazioni sono state smantellate ma l'area che le ospitava, dove rimangono visibili le basi circolari dei cannoni, è ancora nota come Batteria.

### Altro

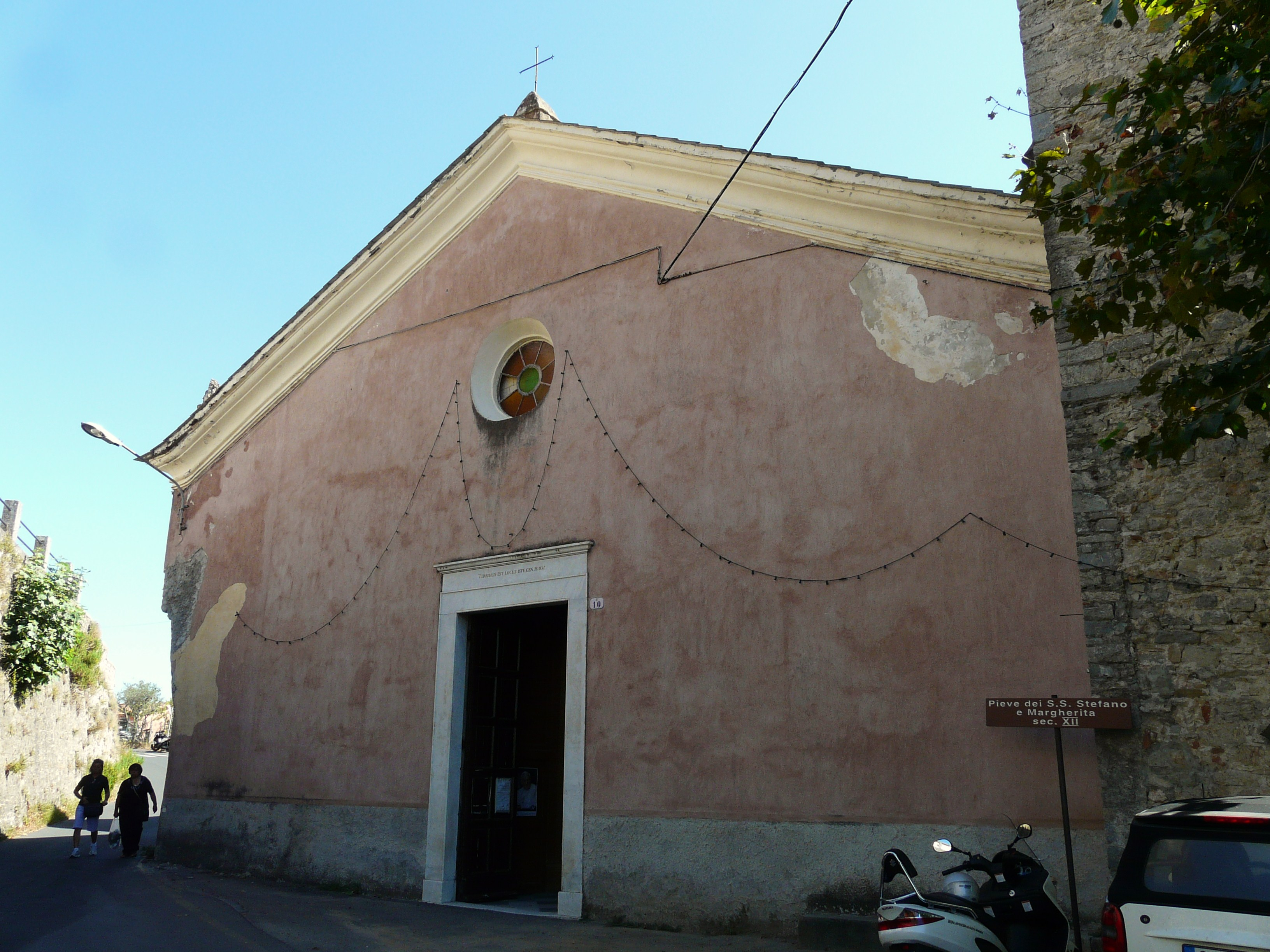
La pieve dei Santi Stefano e Margherita

Nella piazza principale di Baccano, si erge un monumento dedicato a Giuseppe Mazzini. La statua in marmo di Carrara raffigura il patriota in piedi accanto ad un libro aperto appoggiato a una colonna scolpita a forma di Fascio littorio, già simbolo della Repubblica Romana. Una delibera comunale adottata nel 1888 su proposta del Comitato Repubblicano decise la costruzione dell'opera e nel piedistallo è riportata la frase "A G. Mazzini 16 anni dopo la sua morte, il Club dei Villaggi e Democratici di Arcola". Le altre frasi incise sul piedistallo, una su ciascuna faccia del cuboide, sono: "Dio e popolo", motto della Giovine Italia, "A giorni migliori l'apoteosi" (scritta con un errore ortografico) e "La vita è missione ogni altra definizione è falsa e travia chi l'accetta".

## Cultura

### Eventi
- Per molti anni la prima domenica di settembre, e i quattro giorni immediatamente precedenti, sono stati dedicati alla "Rassegna Arcola e i suoi Vini" e alla contestuale "Sagra della polenta", organizzate nel parco della Villa Picedi Benettini a cura, rispettivamente, dell'amministrazione comunale e del locale circolo ARCI. La manifestazione, iniziata nel 1980, è stata uno degli appuntamenti enogastronomici più importanti e frequentati della provincia[2].

- Fin dal 1984 nella sera del 5 gennaio viene organizzata a Baccano la festa della Befana, una manifestazione laica, simile alle befanate toscane, organizzata da un apposito comitato. Una persona travestita da befana, seguita da un piccolo corteo, si incarica di visitare le case del paese e distribuire gratuitamente ai bambini e agli anziani una calza ripiena di dolciumi fino a terminare il giro nella piazza del paese e dare il via al girotondo intorno a un falò allestito per l'occasione.